# Диосмийлантан
Диосмийлантан — бинарное неорганическое соединение, интерметаллид
осмия и лантана
с формулой LaOs2,
кристаллы.

## Получение
- Сплавление стехиометрических количеств чистых веществ:

{\displaystyle {\mathsf {2\ Os+La\ {\xrightarrow {T}}\ LaOs_{2}}}}

## Физические свойства
Диосмийлантан образует кристаллы
гексагональной сингонии,
пространственная группа P 63/mmc,
параметры ячейки a = 0,5419 нм, c = 0,9083 нм, Z = 4,
структура типа дицинкмагния MgZn2 (фаза Лавеса)
.
При температуре ≈1000°С и давлении 7 ГПа образуется фаза
кубической сингонии,
пространственная группа F d3m,
параметры ячейки a = 0,7743 нм, Z = 8,
структура типа димедьмагния MgCu2 (фаза Лавеса)
.
При температуре 6 К (гексагональная фаза) или 9 К (кубическая фаза) происходит переход в сверхпроводящее состояние.